# عزبة آدم (فلم)
عزبة آدم فيلم مصري إنتاج عام 2009، بطولة محمود ياسين وفتحي عبد الوهاب ودنيا سمير غانم وأحمد عزمي.

## ملخص القصة
مجموعة من الاصدقاء تجمعهم قرية ساحلية تعتمد على الصيد، يجبرهم الفقر على تنفيذ بعض السرقات الصغيرة إلى أن يتورطوا في جريمة قتل، فيستخدمهم ضابط الشرطة الفاسد لتنفيذ مأربه في تلك القرية وتتصاعد الأحداث.

## الممثلين
- محمود ياسين: (الريس رجب)
- فتحي عبد الوهاب: (حامد)
- أحمد عزمي: (مصطفى بن الريس رجب)
- دنيا سمير غانم: (مريم)
- هالة فاخر: (روحية)
- ماجد الكدواني: (سعد - ضابط شرطة)
- محمد متولي: (عبد الوهاب)
- رامي يوسف: (ضابط مكافحة المخدرات)
- أحمد راتب: (القرش - ضيف شرف)
- إيناس النجار: (نجلا)
- ضياء الميرغني: (حسن)
- لطفي لبيب: (طناشي)
- سليمان عيد: (خليل)
- سعيد طرابيك: (الحاج طلبة)
- فايق عزب: (عطيه)
- فتوح أحمد: (المرشدى تاجر المخدرات)

## روابط خارجية
- مقالات تستعمل روابط فنية بلا صلة مع ويكي بيانات